# Максимов, Андрей Андреевич
Андре́й Андре́евич Макси́мов (род. 20 октября 1997, Москва) — российский актёр театра и кино.

## Биография

### Ранние годы
Родился 20 октября 1997 года в Москве в семье телеведущего Андрея Максимова и журналистки и театроведа Ларисы Усовой. В детстве он занимался в студии «Маленькая луна» при «Театре Луны». Также он снимался в передаче «Служба спасения домашнего задания» на телеканале «Карусель».
В 2015 году поступил в Высшую школу сценических искусств (Театральную школу Константина Райкина) на курс Камы Гинкаса и Олега Тополянского.

### Творчество
В 2019 году, после окончания вуза, был принят в труппу Московского ТЮЗа. Также принимал участие в постановках «Театриума на Серпуховке» и в «Школе современной пьесе».
В кино Максимов дебютировал в 2014 году в фильме Евгения Соколова «Мальчики + девочки =». В 2021 году сыграл комика Ваню в сериале Наталии Мещаниновой «Пингвины моей мамы». В 2023 году Максимов снялся сразу в нескольких крупных сериалах. В восьмисерийном детективе «Фишер» он исполнил роль конюха-маньяка Сергея Головкина (Фишера). Летом на платформе «Иви» состоялась премьера сериала «Разрешите обратиться», объединившего жанры комедии, фэнтези и боевика. В ноябре вышел другой сериал — «Слово пацана. Кровь на асфальте», снятый режиссёром Жорой Крыжовниковым на основе книги «Слово пацана. Криминальный Татарстан 1970—2010-х» и ставший самым обсуждаемым сериалом года. В нём он исполнил роль главаря одной из группировок по кличке «Жёлтый».

## Личная жизнь
Женат на артистке МТЮЗа Софии Сливиной. 7 октября 2020 года у них родился сын Савва.
17 июля 2024 года пара объявила о расставании. 

## Фильмография
| Год  |   | Название                                      | Роль                              |
| ---- | - | --------------------------------------------- | --------------------------------- |
| 2025 | с | Москва слезам не верит. Всё только начинается | Имя персонажа не указано          |
| 2024 | с | Дети перемен                                  | Борис                             |
| 2023 | с | Разрешите обратиться                          | Родион                            |
| 2023 | с | Слово пацана. Кровь на асфальте               | Вадим Желтухин (Жёлтый)           |
| 2023 | с | Фишер                                         | конюх / Сергей Головкин («Фишер») |
| 2021 | с | Пингвины моей мамы                            | Ваня, комик                       |
| 2014 | ф | Мальчики + девочки =                          | Генка Чечевицын                   |

## Театр
Московский театр юного зрителя
- «Дама с собачкой» (реж. К. Гинкас) — Господин курортный
- «Брак поневоле. Мольер во флигеле» (реж. А. Плотников) — Сганарель
- «Леди Макбет нашего уезда» (реж. К. Гинкас) — Каторжанин
- «Кошка на раскалённой крыше» (реж. К. Гинкас) — Брик Поллитт
- «Питер Пэн» (реж. Р. Олингер) — Питер Пэн, Капитан Джез Крюк
- «Пять шагов до тебя» (реж. О. Липовецкий) — Саксофон
- «Кошкин дом» (реж. Г. Яновская) — Петух
- «Семья Грей» (реж. А. Гончаров) — Отец, Джон Грей
- «Пятая печать» (реж. Е. Бондарь) — Книготорговец
- «Бесконечная история» (реж. А. Гончаров) — Кореандр, Сайрон, Эргамуль Многий, Старик из странствующей горы
- «Ромео и Джульетта. Вариации и Комментарии» (реж. П. Шерешевский) — Бенволио
- «Собачье сердце» (реж. А. Федоров) — Шариков

Школа современной пьесы
- «Медведь» (реж. И. Райхельгауз) — Алик

Театр Луны
- «Мэри Поппинс-Next» (реж. С. Проханов) — Майкл
- «Оскар и розовая дама» (реж. В. Алмаева) — Оскар

Театриум на Серпуховке
- «Принц и нищий» (реж. Т. Дурова) — Мэл

Московский Художественный театр имени А. П. Чехова
- Чрево (реж. А. Гончаров) — актёр